# لورا شياتي
لورا شياتي (بالإيطالية: Laura Chiatti) (و. 1982  م) هي مغنية، وعارضة، وممثلة أفلام إيطالية، ولدت في كاستليوني دل لاغو.

## معرض صور

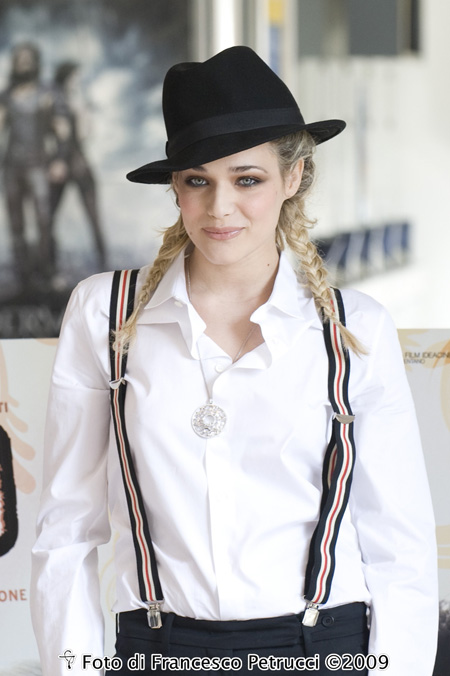
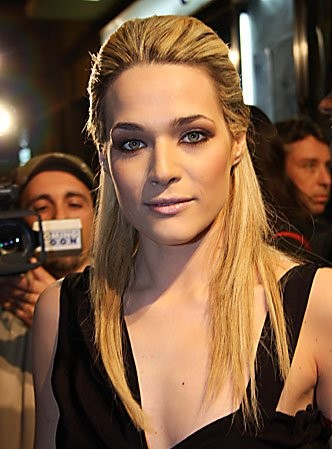
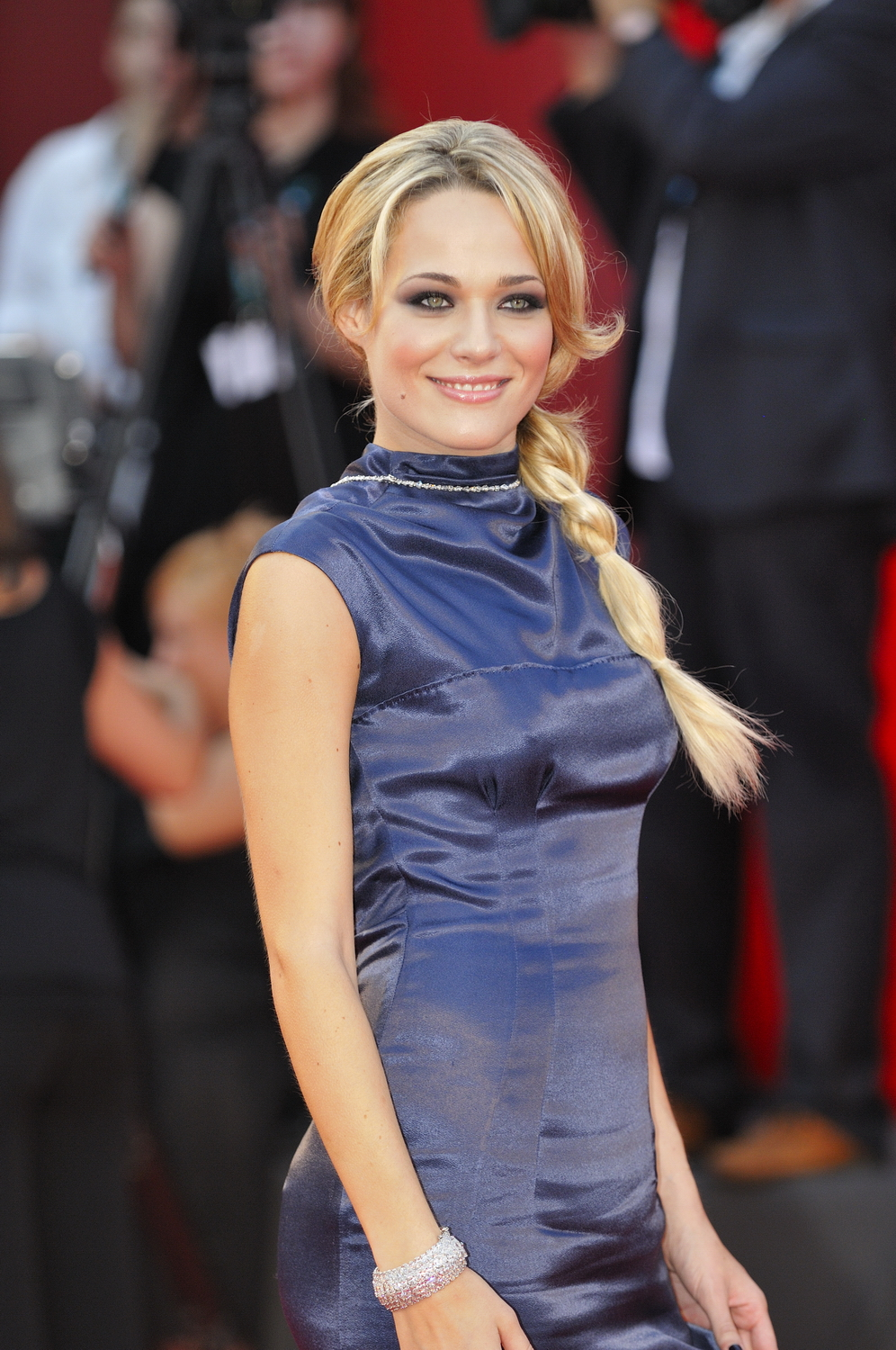
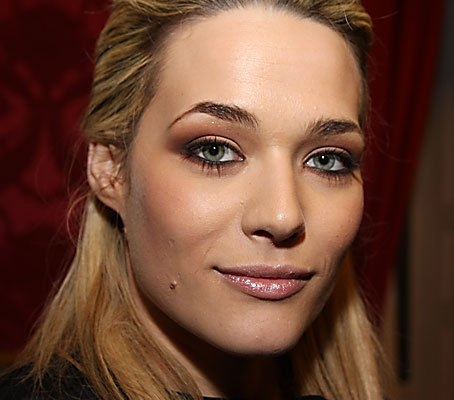

## وصلات خارجية
- لورا شياتي على موقع IMDb (الإنجليزية)
- لورا شياتي على موقع ميتاكريتيك (الإنجليزية)
- لورا شياتي على موقع روتن توميتوز (الإنجليزية)
- لورا شياتي على موقع ألو سيني (الفرنسية)
- لورا شياتي على موقع ميوزك برينز (الإنجليزية)
- لورا شياتي على موقع أول موفي (الإنجليزية)
- لورا شياتي على موقع قاعدة بيانات الأفلام السويدية (السويدية)
- لورا شياتي على موقع أول ميوزيك (الإنجليزية)
- لورا شياتي على موقع ديسكوغز (الإنجليزية)
- لورا شياتي على موقع قاعدة بيانات الفيلم (الإنجليزية)